# Invasion de Java
Seconde Guerre mondiale - Guerre dans le Pacifique
Batailles
Invasion des Indes orientales néerlandaises
- Bornéo (1941-1942)
- Manado
- Tarakan (1942)
- Balikpapan (1942)
- Amboine
- Makassar
- Sumatra
- Badung
- Timor
- Première bataille de la mer de Java
- Détroit de la Sonde
- Java
- Seconde bataille de la mer de Java

Japon :
- Raid de Doolittle
- Bombardements stratégiques sur le Japon (Tokyo
- Yokosuka
- Kure
- Hiroshima et Nagasaki)
- Raids aériens japonais des îles Mariannes
- Campagne des archipels Ogasawara et Ryūkyū
- Opération Famine
- Bombardements navals alliés sur le Japon
- Baie de Sagami
- Invasion de Sakhaline
- Invasion des îles Kouriles
- Opération Downfall
- Reddition du Japon

Pacifique central :
- Pearl Harbor
- Guam (1941)
- Wake
- Raid sur les îles Gilbert et Marshall
- Opération K
- Midway
- Opération RY
- Campagne des îles Gilbert et Marshall
- Campagne des îles Mariannes et Palaos
- Campagne des archipels Ogasawara et Ryūkyū
- Opération Inmate

Pacifique du sud-ouest :
- Nauru
- Invasion des Philippines (1941-42)
- Invasion des Indes orientales néerlandaises
- Opérations de l'Axe dans les eaux australiennes
- Raids aériens japonais sur l'Australie (1942-43)
- Opération Ke
- Campagne des îles Salomon
- Campagne de Nouvelle-Guinée
- Campagne des Philippines
- Campagne de Bornéo (1945)

Asie du sud-est :
- Invasion de l'Indochine (1940)
- Océan Indien (1940-45)
- Guerre franco-thaïlandaise
- Invasion de la Thaïlande
- Campagne de Malaisie
- Hong Kong
- Singapour
- Campagne de Birmanie
- Opération Kita
- Indochine (1945)
- Détroit de Malacca
- Opération Jurist
- Opération Tiderace
- Opération Zipper
- Bombardements stratégiques (1944-45)

Guerre sino-japonaise
Front d'Europe de l’Ouest
Front d'Europe de l’Est
Bataille de l'Atlantique
Campagnes d'Afrique, du Moyen-Orient et de Méditerranée
Théâtre américain
L'invasion de Java a été une bataille qui s'est déroulée durant la campagne des Indes orientales néerlandaises lors de la Seconde Guerre mondiale. Elle s'est déroulée sur l’île de Java, entre le 28 février et le 12 mars 1942. Elle a opposé les forces de l'empire du Japon qui avaient débarqué sur l'île le 28 février 1942 aux forces alliées. Les commandants alliés ont signé leur capitulation à l'état-major japonais à Bandung le 12 mars.

## Forces
Les forces japonaises chargées d'envahir l'île étaient divisées en deux groupes : 
- la Force de l'Est, avait son quartier-général sur l'île de Jolo dans l'archipel des Sulu, avec la 48e division et le 56e régiment.
- La Force de l'Ouest, basée à Cam Ranh, en Indochine française comprenait la 2e division et le 230e régiment.

Les forces alliées étaient commandées par le commandant des forces royales néerlandaises aux Indes orientales, le général Hein ter Poorten. Bien que les forces hollandaises aient disposé, au moins sur le papier, de 25 000 hommes (pour la plupart indonésiens), beaucoup d'entre eux étaient mal formés. Les forces néerlandaises étaient déployées dans quatre districts de l'île : Batavia (Djakarta) (deux régiments), centre nord de Java (un régiment), sud de Java (un régiment) et est de Java (un régiment).
Les unités britanniques, australiennes et américaines étaient commandées par le général de division britannique HDW Sitwell. Les forces britanniques étaient en majorité des unités de défenses anti-aériennes. La seule unité de blindés des forces alliées sur Java était un escadron de chars du 3e régiment de défense antiaérienne britannique. Deux régiments britanniques chargés de défendre les aérodromes disposaient d'armes d'infanterie. Les Britanniques disposaient aussi d'unités de transports et administratives.
L'unité australienne - nommée "Blackforce" d'après le nom de son commandant, le brigadier Arthur Blackburn - était formée du 3e bataillon de mitrailleurs, du 2e bataillon de pionniers, d'une compagnie du génie, d'un peloton du bataillon chargé de la garde du quartier-général et d'environ 100 hommes en renforts détournés de leur chemin vers Singapour, une poignée de soldats qui s'étaient échappés de Singapour à la suite de sa chute devant l'armée japonaise, deux unités de transport, une unité de traitement des victimes et une unité d'état-major. Blackburn décida de réorganiser ses troupes en une brigade d'infanterie. Elle était bien équipée en armes légères et en véhicules blindés, mais elle avait peu de fusils, de mitrailleuses, de fusils anti-chars, de mortiers, de grenades, de camions, d'équipements radio ou de Bren Carriers. Blackburn réussit à organiser ses hommes en un groupe de commandement et trois bataillons d'infanterie sur la base d'un bataillon de mitrailleurs, d'un de pionniers et d'un bataillon mixte « de Réserve ».
Les États-Unis disposaient seulement de forces terrestres sur Java, le 2e bataillon de la 131e compagnie d'artillerie (une unité de la Garde nationale du Texas) qui se joignit aux unités australiennes.

## Débarquements japonais

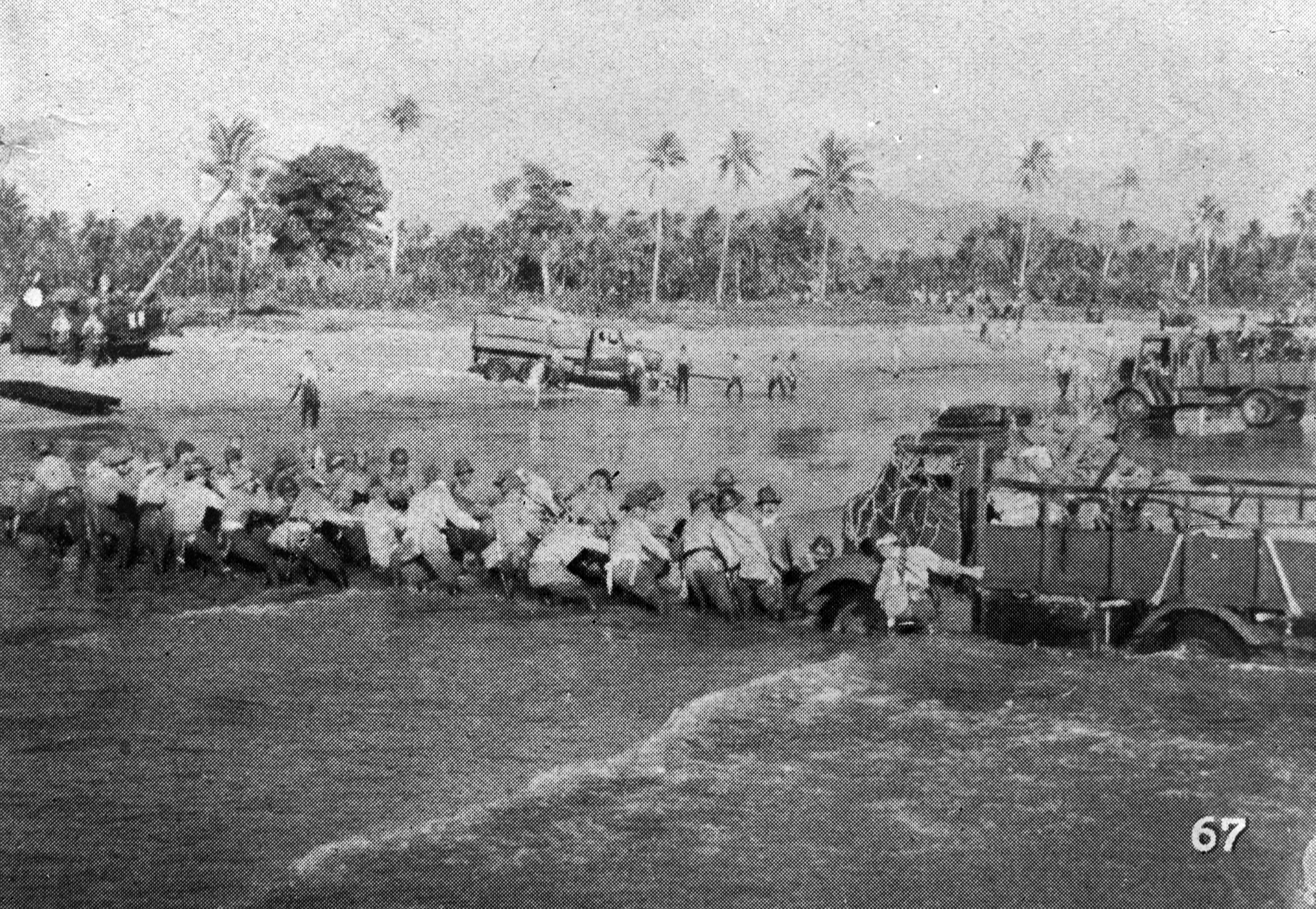
Troupes japonaises sur la plage javanaise, collection du Tropenmuseum

Les troupes japonaises ont débarqué en trois points différents sur la côte de Java le même jour, le 1er mars 1942. L'invasion de l'île de Java par l'ouest se fit au niveau de la baie Bantam près de Merak et à Eretan Wetan. Les troupes qui débarquèrent là avaient déjà participé à la bataille du détroit de la Sonde, quelques heures auparavant.
Pendant ce temps, d'autres troupes débarquaient avec succès à l'est de Java, à Kragan, après avoir vaincu la flotte américano-britannico-néerlando-australienne à la bataille de la mer de Java.

## Campagne de Java-Ouest

### Campagne de Java-Ouest (Merak et baie Bantam)
Après avoir discuté de la préparation de la poursuite de la guerre, le 21 janvier avec le commandant de la 3e Flotte et avoir inspecté la 48e division à Manille, le lieutenant-général Hitoshi Imamura reçut l'ordre d'attaquer Java, le 30 janvier 1942.
Le convoi, qui se composait de 56 navires de transport de troupes, amenait la 16e unité de commandement de l'Armée de terre, la 2e division et le 230e régiment d'infanterie. Le convoi quitta la baie de Cam Ranh à 10 h le 18 février alors que le commandant en chef, le lieutenant-général Hitoshi Imamura, était à bord du navire de transport Ryujo Maru. L'escorte du convoi était dirigée par l'amiral Kenzaburo Hara.
Le 28 février à 23h20, une partie des navires commencèrent à débarquer les troupes à Merak. Dix minutes plus tard, une autre partie de la flotte jetait l'ancre dans la baie Bantam. À 2 h, le 1er mars, tous les navires avaient atteint les postes qui leur avaient été désignés. Le détachement néerlandais chargé de la défense de la côte de Merak, une section du 12e bataillon d'infanterie commandée par le capitaine F.A.M. Harterink, mitrailla les envahisseurs mais fut rapidement repoussée.
Le 1er mars, les envahisseurs mirent en place leur nouveau quartier-général à Serang. Les troupes de la 2e division dirigée par le lieutenant-général Masao Maruyama furent réparties en trois détachements :
- détachement Nasu : commandé par le major-général Yumio Nasu
- détachement Fukushima : commandé par le colonel Kyusaku Fukushima
- détachement Sato : commandé par le colonel Hanshichi Sato.

Le détachement Nasu reçut l'ordre de prendre Buitenzorg et de couper la route de Batavia à Bandoeng. Les détachements Fukushima et Sato devaient, dans l'intervalle, se diriger sur Batavia par Balaradja et Tangerang.
Le 2 mars, le détachement Nasu arriva à Rangkasbitung et continua sur Leuwiliang, à 24 kilomètres à l'ouest de Buitenzorg. Les bataillons australiens du 2e pionnier et du 3e mitrailleur furent placés le long d'une berge à Leuwiliang pour y mettre en place une défense vigoureuse. Une salve de tirs de très grande précision de la batterie D de la 131e compagnie d'artillerie des États-Unis détruisit beaucoup de tanks et de camions japonais. Les forces australiennes réussirent à arrêter l'avance japonaise pendant deux jours avant d'être forcées de se retirer à Soekabumi, de peur de se retrouver prisonnières des Japonais par des manœuvres d'encerclement et on leur ordonna de se retirer à Soekabumi. Sensiblement au même moment, les détachements Fukushima et Sato atteignaient les quartiers ouest de Madja (Maja) et Balaradja (Balaraja). Ils trouvèrent un grand nombre de ponts déjà détruits par les troupes néerlandaises qui battaient en retraite et furent contraintes de trouver d'autres voies de passage ; d'autres unités eurent l'occasion de faire la même chose pour Buitenzorg.
Le 4 mars, le général Ter Poorten décida de retirer ses forces de Batavia et de Buitenzorg pour renforcer la défense de Bandoeng. Le soir suivant, les troupes néerlandaises de Batavia se rendaient au détachement Sato. À l'aube du 6 mars les troupes japonaises attaquèrent Buitenzorg, qui était gardé par la 10e compagnie du 2e régiment d'infanterie néerlandais, la 10e compagnie du 1er régiment d'infanterie ; les soldats de la Landstorm et une unité d'obusiers. Dans la matinée, Buitenzorg fut occupée tandis qu'un grand nombre de soldats alliés s'étaient retirés à Bandoeng. Le détachement Nasu poursuivit son avancée par Tjiandjoer et Tjimahi, entrant dans la ville le 9 mars. Le détachement Shoji arriva à Bandoeng le même jour en passant par le nord, après être passé par Lembang.

### Campagne de Java-Ouest (Eretan Wetan)
Le 27 février, le 230e régiment japonais d'infanterie, dirigé par le colonel Toshishige Shoji, fut séparé du reste du convoi et débarqua le 1er mars à Eretan Wetan, près de Soebang sur la côte nord de la région de Java occidental. Le régiment avait pour objectif de s'emparer de l'important aéroport de Kalidjati et d'affaiblir l'armée de l'air alliée tandis que la 2e division attaquait Batavia.
À l'aube du 1er mars, neuf Brewsters et trois Glenn Martins de l'armée de l'air néerlandaises, de concert avec 12 Hurricanes des 242e et 605e escadrilles de l'armée de l'air britanniques menèrent des attaques sur les troupes japonaises à Eretan Wetan. Grâce à leurs engins de transport, les Japonais avancèrent rapidement sur Soebang. À midi, le terrain d'aviation fut finalement pris malgré une défense tenace de 350 soldats britanniques. En même temps, d'autres unités japonaises dirigées par le major Masaru Egashira contournait les moyens de défense des forces alliées en direction de Pamanoekan puis de Tjikampek, où elles furent en mesure de couper la liaison routière entre Batavia et Kalidjati.
La chute de l'aérodrome de Kalidjati alarma beaucoup le commandement néerlandais, qui mit sur pied une contre-attaque hâtive et mal préparée. Le 2 mars, une unité blindée néerlandaise commandée par le capitaine G.J. Wulfhorst composée d'environ 20 chars appuyés par 250 hommes du major CGJ Teerink du 5e bataillon d'infanterie, lança une attaque contre le régiment Shoji en dehors de Soebang. La tentative se passa bien au départ mais dans l'après-midi, l'attaque fut repoussée. Ensuite, la force principale de la 3e brigade de l'Armée de l'air japonaise arriva à l'aérodrome de Kalidjati.
La nuit du 7 mars les troupes japonaises étaient arrivées au plateau de Lembang, à seulement 8 kilomètres au nord de Bandoeng. À 10 h, le 8 mars, le major-général J. Jacob Pesman, commandant du district de Bandoeng, rencontra le colonel Toshishige Shoji à l'hôtel Isola à Lembang et se rendit.

## Campagne de Java-Est

### En route vers l'est
Les troupes japonaises qui firent la campagne de Java-Est étaient formées de la 48e division en provenance des Philippines. Le 8 février 1942, la 48e division quitta le golfe de Lingayen sur l'île de Luçon aux Philippines protégée par le 4e escadron de destroyers. Le 22 février, le convoi arriva à Balikpapan et le détachement de Sakaguchi rejoignit la 48e division à bord des navires.
Le 25 février, le convoi quitta Balikpapan vers le sud pour gagner Java. Le 27 février, la flotte alliée (américano-britannico-néerlando-australienne) sous le commandement du Contre-amiral Karel Doorman le détecta et l'attaqua avec le 5e escadron de destroyers et d'autres unités de la 3e Flotte lors de la bataille de la mer de Java. Les Japonais gagnèrent la bataille et à 0 h 15 le 1er mars, la flotte débarqua a Kragan, un petit village dans l'est de Java, à environ 160 kilomètres à l'ouest de Surabaya. 
Le 3e escadron de cavalerie du 1er régiment néerlandais de cavalerie, sous le commandement de Ritmeester C.W. de Iongh, tenta de s'y opposer mais sa tentative fut rapidement repoussée.
Pendant ce temps, les Dorniers X-28 de la 6e escadrille néerlandaise, les bombardiers B-17 de la 7e unité américaine de bombardiers, les bombardiers A-24 de la 27e unité américaine de bombardiers et les bombardiers Vildebeest de la 36e escadrille de l'armée de l'air britannique travaillèrent sans répit pour harceler les envahisseurs.
Après le débarquement, la 48e division fut partagée en :
- unité Imai commandée par le colonel Hifumi Imai
- unité Abe commandée par le major-général Koichi Abe
- unité Tanaka commandée par le colonel Tohru Tanaka
- unité Kitamura commandée par le lieutenant-colonel Kuro Kitamura

L'unité Tanaka fut chargée d'occuper Tjepoe (Cepu) pour sécuriser les champs pétrolifères et l'unité Kitamura d'occuper Bodjonegoro, près de Tjepoe. L'ensemble des deux unités devaient ensuite se diriger vers Surabaya en passant par l'ouest et Lamongan et par le sud par Djombang et Modjokerto.
L'unité Tanaka occupa Tjepoe le 2 mars, tandis que l'unité Kitamura occupa Bodjonegoro le 3. Les Japonais continuèrent leur avancée et débordèrent les défenses néerlandaises à Ngawi Regency, Tjaroeban (Caruban), Ngandjoek, Kertosono, Kediri et Djombang.
À Porong, près de Surabaya, les 8e et 13e bataillons hollandais d'infanterie et la 3e unité de cavalerie du 131e régiment américain d'artillerie opposa une résistance farouche à l'avancée japonaise. Finalement, les troupes alliées sous les ordres du major-général Gustav A. Ilgen durent battre en retraite vers l'île de Madura, à l'issue de la démolition des infrastructures de la ville. Dans la soirée du 9 mars, le major-général Ilgen, signa sa capitulation.

### En route vers le sud
Le détachement de Sakaguchi fut divisé en 3 unités d'un bataillon chacun :
- unité Kaneuji commandée par le major Kaneuji
- unité Yamamoto commandée par le colonel Yamamoto
- unité Matsumoto commandée par le lieutenant-colonel Matsumoto

qui se déplacèrent vers le sud, avec pour principal objectif d'occuper Tjilatjap afin de prendre le port et de bloquer la retraite vers l'Australie. En une semaine, ils progressèrent rapidement et surpassèrent toutes les défenses de l'armée néerlandaise à Blora, Soerakarta, Bojolali, Jogjakarta, Magelang, Salatiga, Ambarawa et Poerworedjo. Les détachements Kaneuji et Matsumoto se déplacèrent à l'intérieur des terres, prirent Keboemen et Purwokerto, au nord de Tjilatjap, le 8 mars. L'unité Yamamoto avança le long de la plage et monta une double attaque pour entrer à Tjilatjap le 8 mars. Dans l'intervalle cependant, les Néerlandais s'étaient retirés à Wangon, une petite ville située entre Purwokerto et Tjilatjap. Le lendemain, le major-général Pierre A. Cox, commandant de l'unité néerlandaise du district central se rendit aux Japonais avec ses troupes.

## Reddition néerlandaise
Le 7 mars, la défaite était inévitable, avec Cilacap déjà aux mains des Japonais. Surabaya avait été évacuée pendant que les troupes japonaises convergeaient rapidement sur Bandung à la fois par le nord et par l'ouest. Le 8 mars à 9 heures, le commandant en chef des forces alliées, le lieutenant-général Ter Poorten, annonça la reddition de l'armée de terre néerlandaise à Java.
À 23 heures, la station de radio néerlandaise NIROM (Nederlandsch Indische Radio Omroep Maatschappij) diffusa sa dernière émission à partir d'un émetteur temporaire à Ciumbuleuit. Le présentateur Bert Garthoff acheva l'émission avec les mots "Wij Sluiten nu. Vaarwel tot meilleure tijden. Leve de Koningin!" (Nous fermons maintenant. À des temps meilleurs. Vive la Reine!)
Le gouverneur néerlandais, Tjarda Van Starkenborgh Stachouwer et Ter Poorten, en collaboration avec le major-général J. Jacob Pesman, commandant du district de Bandung, rencontrèrent le commandant en chef japonais, le lieutenant-général Hitoshi Imamura sur l'aérodrome de Kalijati dans l'après-midi et présentèrent la capitulation de toutes leurs troupes.

## Suite
Le 3 mars, la canonnière américaine Asheville (PG-21) fut coulée au sud de Java.
Le 10 mars le lieutenant-général Hitoshi Imamura devint le nouveau gouverneur de Java et de Madura, devenant ainsi la plus haute autorité dans ce territoire occupé des Indes orientales néerlandaises. Il y resta pendant environ huit mois, jusqu'au 11 novembre 1942. Imamura était subordonné au Maréchal Hisaichi Terauchi, commandant suprême de l'Armée du Sud, dont le quartier-général était à Saigon, en Indochine française. Il était également gouverneur des "Terres australes" (Malaisie, Birmanie, Philippines, Hong Kong, Java, Sumatra et Bornéo) et subordonné directement à l'état-major impérial à Tokyo, au Japon.
Le 12 mars 1942, les hauts responsables britanniques, australiens et américains signèrent leur capitulation en présence du commandant en chef japonais, le lieutenant-général Masao Maruyama, qui leur promit d'appliquer les droits de la Convention de Genève pour la protection des prisonniers de guerre.
Immédiatement après, les troupes japonaises furent largement réorganisées. La 16e Armée (2e et 48e division) fut chargée d'occuper Java, tandis que la partie orientale du territoire (Lesser Sunda îles Célèbes, Ambon et Nouvelle-Guinée Pays-Bas) passa sous la responsabilité de la Marine Impériale. Les autres unités ont été déployées pour lutter dans d'autres zones du Pacifique ou retournèrent au Japon.
La reddition des Pays-Bas a marqué la fin de la défense alliée dans les Indes orientales néerlandaises et l'effondrement de la "barrière malaise" ("East Indies Barrier"). Parce que les forces navales alliées avaient été détruites, l'océan Indien et l'Australie étaient devenues ouvertes à la Marine impériale japonaise.

## Voir également
- Attaque de Pearl Harbor
- Bataille de Malaisie
- Attaque de Hong Kong par le Japon
- Bataille des Philippines (1941-1942)
- Campagne de Birmanie
- Expansionnisme du Japon Shōwa